# Delphine Haidan
Delphine Haidan est une chanteuse lyrique (mezzo-soprano) française.

## Carrière
Formée par Jacques Grimbert et titulaire d’une maîtrise de musicologie à la Sorbonne, Delphine Haidan remporte un prix d’opéra au CNSMD de Paris et plusieurs prix dans des concours internationaux. Elle entre ensuite à l’École d’art lyrique de l’Opéra national de Paris et est engagée par l’Opéra dans Peer Gynt sous la direction de Neeme Järvi et Les Noces de Stravinsky. En 1998, elle est sélectionnée aux Victoires de la musique classique. Elle interprète la même année le rôle de Mallika dans l'opéra Lakmé de Léo Delibes aux côtés de Natalie Dessay (Lakmé) et sous la direction de Michel Plasson.